# Морато, Нина
Нина Морато (наст. имя — Стефани Морато (фр. Stéphanie Morato), род. 2 марта 1966 в Париже) — французская певица и актриса, представительница Франции на конкурсе песни Евровидение 1994.

## Биография
Морато начала музыкальную карьеру в 1983 году, записывая синглы под псевдонимами Stéphanie и Stéphanie de Malakoff. Под нынешним сценическим именем Нина Морато стала записываться с 1993 года, после выпуска сингла «Maman». Дебютный альбом «Je suis la mieux» принёс исполнительнице определённую известность, а в Морато стала обладательницей награды «Victoires de la Musique» как «Лучшая певица года». После выпуска дебютного альбома Нина гастролировала вместе с известным французским гитаристом Матье Шедидом.
В том же году Морато была выбрана, чтобы представить свою страну на ежегодном конкурсе песни Евровидение, проходившем в Дублине. Конкурсная песня «Je suis un vrai garçon» (Я настоящий парень) исполнена в весьма эксцентричной манере: исполнительница выступала в чёрном купальнике, высоких сапогах на каблуке, чёрной куртке и в вельветовой шляпе, что в то время выглядело излишне смело, не говоря уже о том, что в песне содержался неприкрытый мат (см. ниже). Как бы то ни было, фрик-песня заняла седьмое место (в частности, получив 10 баллов от России).
После Евровидения Морато стала также известна как актриса. Дебютной работой в кино стала одна из ролей в фильме «La séparation».
Второй музыкальный альбом «L’allumeuse», выпущенный ею в 1996 году, уже не имел большого коммерческого успеха. Выпуск третьего альбома «Moderato» в 1999 году, имеющего больший трагический контекст, был навеян личной трагедией в семье певицы — у Нины умерла дочь. Этот альбом можно назвать лучшим в дискографии исполнительницы.
В дальнейшем Нина Морато выступала в различных спектаклях и постановках, таких как «Монологи вагины» и других.

## Альбомы
- Je suis la mieux (1993)
- L’allumeuse (1996)
- Moderato (1999)

## Интересные факты
- Песня «Je suis un vrai garçon», исполненная певицей на конкурсе, содержала нецензурную лексику. В частности, в тексте песни содержалась строка «Je sais je suis son amour, mais putain, y’a des jours où c’est lourd», в которой слово «putain» по контексту переводится как «блядь»[9]. В связи с этим руководство конкурса предлагало заменить песню или потенциально нарушающую правила строку, в конечном итоге на Евровидении был исполнен первоначальный вариант композиции. Ни ранее, ни позднее, подобных экспериментов с текстом на конкурсе не было; содержащаяся в оригинальных версиях нецензурная лексика как правило заменялась на более приемлемую[10].